# 이우고등학교
이우고등학교(以友高等學校)는 대한민국 경기도 성남시 분당구 동원동에 있는 사립 고등학교이다.

## 학교 연혁
- 2002년 5월 : 학교법인 이우학원 설립허가 (경기도 교육청)
- 2003년 6월 : 이우고등학교 설립인가
- 2003년 7월 : 이우중학교 설립인가
- 2003년 9월 : 이우중고등학교 개교
- 2003년 9월 : 제1기 입학식
- 2003년 9월 : 초대 정광필 교장 취임
- 2004년 5월 : 학생회관(식당, 도서관 등) 준공
- 2006년 2월 : 제1기 졸업식
- 2007년 5월 : 들마루 완공
- 2010년 3월 : 경기도혁신학교 지정(이우고등학교)
- 2013년 3월 : 고교 교육력 제고 시범학교 지정(이우고등학교)
- 2016년 10월 : 더불어관 준공
- 2018년 3월 : 고교 학점제 연구학교 지정(이우고등학교)
- 2021년 9월 : 김혜장 이사장 취임
- 2022년 8월 : 이우학교 다목적관 준공식
- 2024년 3월 : 김지용 교장 취임
- 2024년 3월 : 제22기 입학식

## 참고 자료
- 이우고등학교 - 한국교육학술정보원 학교알리미